# 黒川兼三郎
黒川 兼三郎（くろかわ かねざぶろう、1893年11月30日 - 1948年5月1日）は日本の電気工学者、早稲田大学教授、工学博士。音響学の功績も大きく、大隈講堂の音響設計を担当したことでも知られる。黒川兼行は長男。

## 経歴
東京出身。1916年（大正5年）、早稲田大学理工科電気工学科卒業。卒業後、同大学の助教授に就任。
1918年（大正7年）、アメリカ合衆国に留学（2年半）。アメリカでは音響学についても学び、帰国後、建築学科でも建築音響の講座を担当。また、佐藤武夫とともに大隈講堂の音響設計を担当した。大隈講堂は日本で初めて科学的な音響理論に基づいて設計されたホールとされる。
1929年（昭和4年）、「音響イムピーダンス並に受話器に関する二、三の研究」で学位取得。
1942年（昭和17年）、早稲田大学電気工学科から電気通信学科が独立し、教務主任に就いた。また、1940-42年（昭和15-17年）に電気通信学会副会長、終戦後の1946-47年（昭和21-22年）に同会長を務めた。
終戦後の1948年（昭和23年）死去、享年56。

## 著作
- 宝塚大劇場の音響学的調査（「早稲田建築学報」第4号、佐藤武夫と共著、1926年）
- 電気回路過渡現象論（1931年）
- 電気回路交流現象論（1934年）
- 電磁原論（1936年）